# Valerius Citus
Valerius Citus (sein Praenomen ist nicht bekannt) war ein im 2. oder 3. Jahrhundert n. Chr. lebender Angehöriger der römischen Armee.
Durch eine Weihinschrift, die bei Böckingen gefunden wurde und die auf 151/250 datiert wird, ist belegt, dass Citus Centurio der Legio VIII Augusta war. Aus der Inschrift geht darüber hinaus hervor, dass er Kommandeur (qui praeest) der Cohors I Helvetiorum war, die zu diesem Zeitpunkt in der Provinz Germania superior stationiert war.